# Module d'amarrage de Mir
Module de la Station Mir
Le Module d'amarrage de Mir est le sixième composant de la station spatiale russe Mir. Il est placé en orbite par la navette spatiale Atlantis le 12 novembre 1995 lors de la mission STS-74 et amarré à Mir le 15 novembre.

## Description
Le Module d'amarrage a été conçu pour faciliter l'amarrage de la navette spatiale américaine à la station Mir. Avant la première mission d'amarrage de la navette (mission STS-71), l'opération fastidieuse consistait à déplacer le module Kristall. Il fallait s'assurer qu'il y avait un espace suffisant entre la navette et les panneaux solaires de Mir. Le Module d'amarrage permettait d'effectuer la manœuvre sans avoir à changer de place le module Kristall. Un autre paramètre impliquait le petit bras robotisé Lyappa de Kristall qui était fixé à Kristall, Kvant-2, Spektr et Priroda. Il a été conçu pour déplacer le module vers différents ports du module principal. Les concepteurs de la mission craignaient que l'utilisation répétée du bras Lyappa de Kristall pourrait le rendre non opérationnel avant que tous les amarrages de navette à la station ne soient effectués. Le Module d'amarrage transportait deux ports d'amarrage APAS-89 identiques. L'un était connecté sur le port axial de Kristall et l'autre était laissé libre pour l'accostage de la navette. Le module d'amarrage avait également ses propres systèmes de contrôle de température, de transmission de la télévision et de télémétrie.

## Installation
Le Module d'amarrage est le seul module de la station spatiale Mir à ne pas avoir été placé en orbite à l'aide d'une fusée Proton. Il est lancé par la navette spatiale américaine Atlantis le 12 novembre 1995. Le couplage du port d'amarrage APAS au module Kristall est effectué le 15 novembre permettant l'amarrage futur de la navette spatiale. 
En plus de permettre l'amarrage, le module transportait deux panneaux solaires. L'un des deux était nommé « Mir Cooperative Solar Array » (MCSA) et développait une puissance de 6 kW, et l'autre était de fabrication russe. Le panneau solaire MCSA faisait partie de la Phase 1 du programme Shuttle-Mir. Il a été conçu conjointement par la NASA et la Russie afin de tester les modèles pour la future Station spatiale internationale. Il a été déployé sur le module Kvant-1 en mai 1996. Le panneau solaire russe a permis de remplacer celui situé sur le module Kristall, et a été attaché sur Kvant-1 en novembre 1997.

## Galerie

Vue schématique du Module d'amarrage.
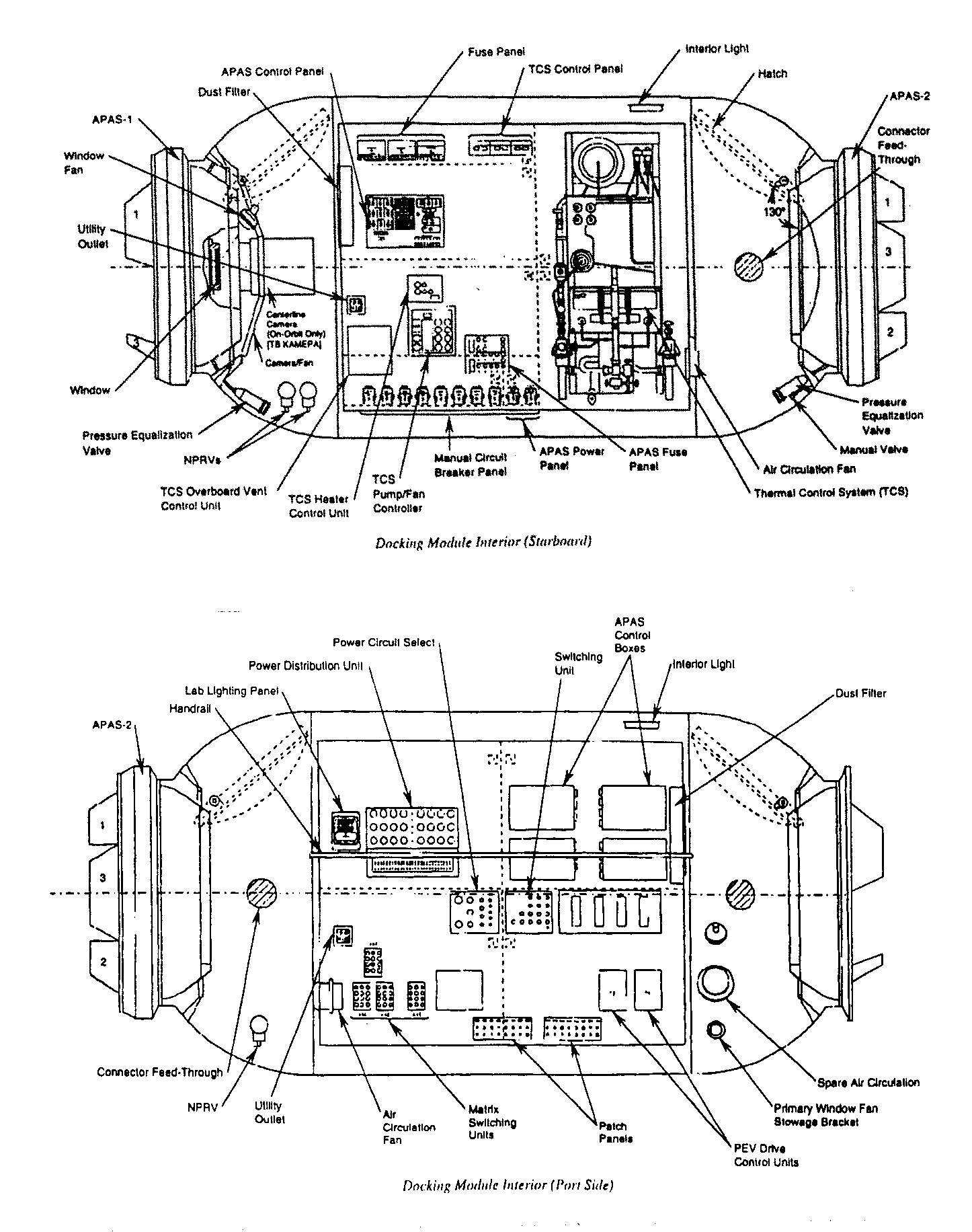
Vue en coupe du Module d'amarrage.
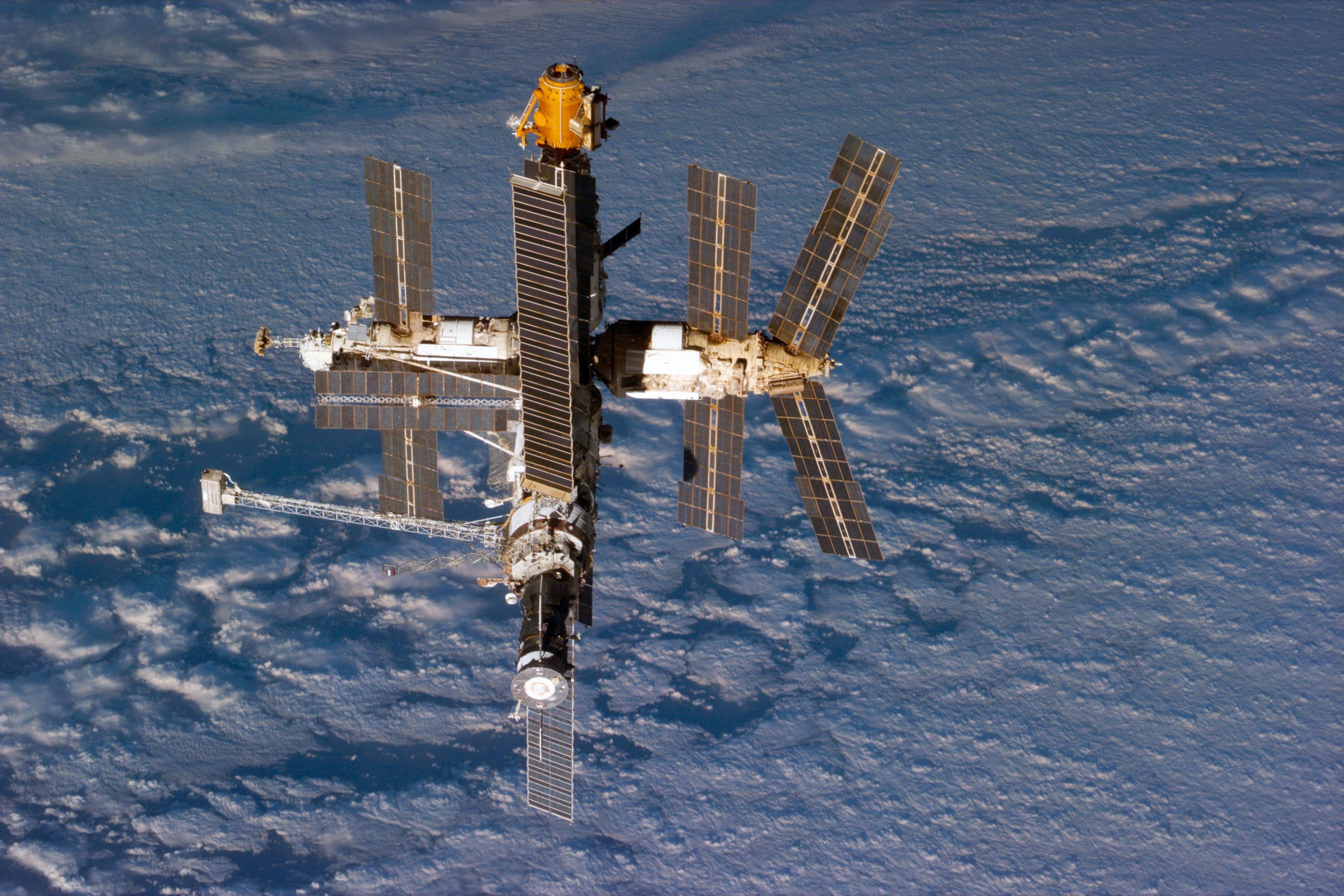
Vue de la station Mir en septembre 1996 avec le Module d'amarrage (en orange).
Représentation schématique de Mir, montrant les différents modules de la station ainsi que la navette spatiale amarrée.